# Stefan Mazurkiewicz
Stefan Mazurkiewicz (Warschau, 25 september 1888 - Grodzisk Mazowiecki, 19 juni 1945) was een Poolse wiskundige die werkte op gebieden van de wiskundige analyse, topologie en kansrekening. Hij was een leerling van Wacław Sierpiński en lid van de Poolse Academie van Wetenschappen (PAU). Enige van zijn studenten waren Karol Borsuk, Bronisław Knaster, Kazimierz Kuratowski, Stanisław Saks en Antoni Zygmund.
De stelling van Hahn-Mazurkiewicz, een fundamenteel resultaat in de theorie van de ruimtevullende krommen, is vernoemd naar Mazurkiewicz en Hans Hahn. Zijn artikel uit 1935 Sur l'existence des continus indécomposables wordt gezien als een elegant stuk werk in de puntenverzameling topologie.
Tijdens de Pools-Russische Oorlog van 1919 tot 1921) werkte Mazurkiewicz voor de cryptografische afdeling van de Poolse Generale Staf. Reeds in 1919 ontcijferde hij de meest voorkomende Russische codeersleutel. Dankzij zij deze prestatie waren de orders van de Sovjet-commandant Michail Toechatsjevski ook bekend bij de  Poolse legerleiding. Dit droeg zeer aanzienlijk bij aan de Poolse overwinning in de kritische Slag van Warschau, waarin Polens voortbestaan als een onafhankelijk land werd verzekerd.